# Johann August Marschall von Bieberstein

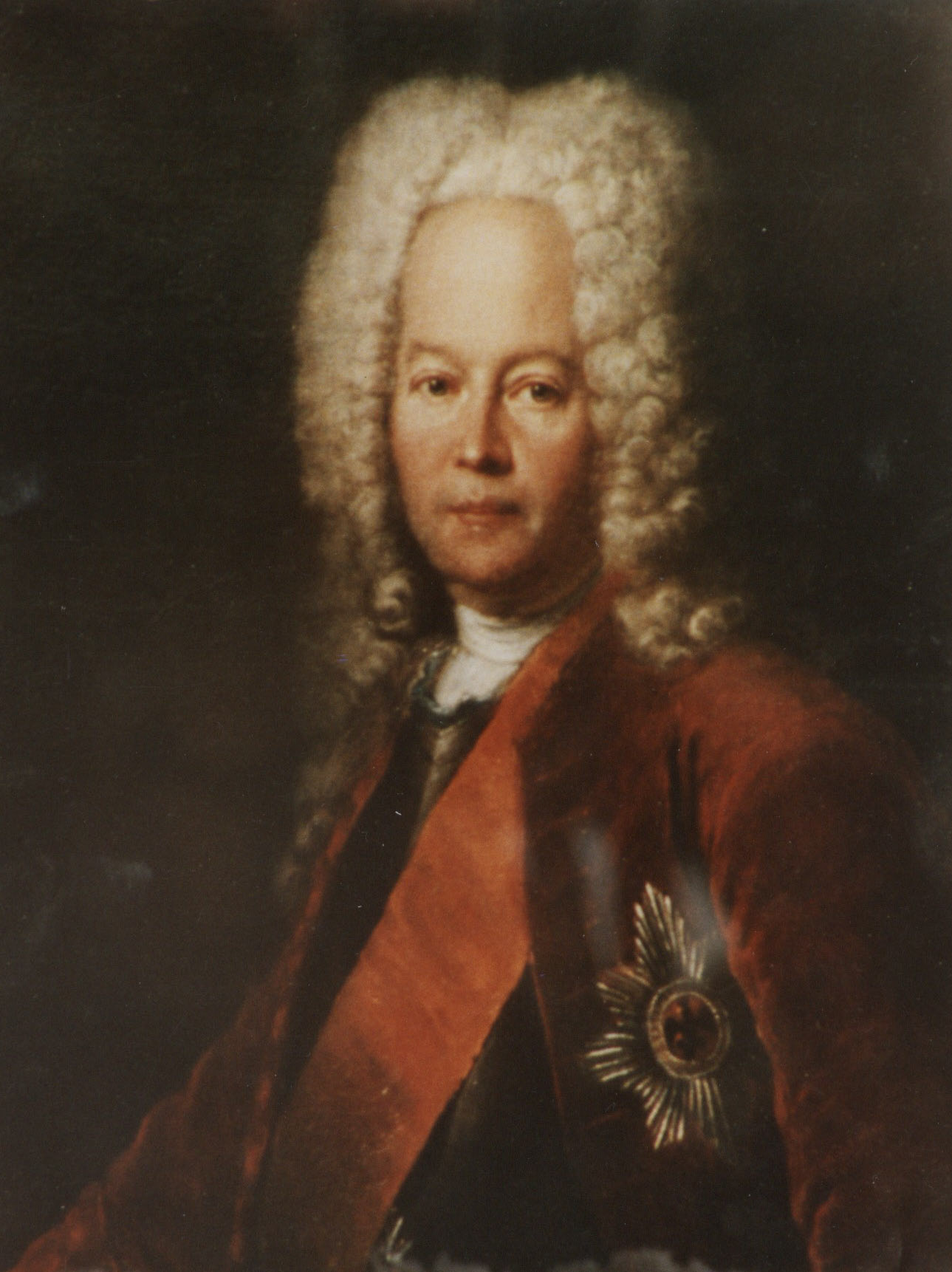
Johann August Marschall von Bieberstein

Wappen der Familie Marschall von Bieberstein

Johann August Marschall von Bieberstein († 18. Juli 1736) war ein königlich polnischer Kammerherr sowie königlich preußischer Oberheroldsmeister, Diplomat und Geheimer Etats- und Kriegsrat.
Der Sohn des Geheimen Rats und Obersteuereinnehmers Moritz Thamm Marschall von Bieberstein (1645–1702), Gutsherr auf Hermsdorf bei Döbeln, und der Magdalena Sybilla von Bünau († 1677) erhielt am 12. Juni 1705 in Cölln an der Spree das preußische Indigenat.
Bieberstein war Hauptmann zu Burg Giebichenstein und Moritzburg sowie Gutsherr auf Eichen (1732), Gnie und Wandlack im Landkreis Gerdauen. Bieberstein war Ritter des Johanniterordens und wurde mit dem Schwarzen Adlerorden ausgezeichnet.
Von Herbst 1711 bis März 1712 war er Gesandter im Vereinigten Königreich, von dort ging er als preußischer Gesandter zu den Friedensverhandlungen in Utrecht.
1732 und 1733 finden wir ihn als Gesandten in Dresden und Warschau.

## Familie
Er war verheiratet mit Maria Catharina von Schlieben (* 1698; † 14. Januar 1738) (Haus Gerdauen), eine Tochter des Johann Friedrich von Schlieben, die im Jahr 1716 als Gutsherrin auf Eichen genannt ist. Sie vermählte sich in zweiter Ehe mit dem Geheimen Rat Philipp du Rosey († 14. November 1744), nach 1736 Gutsherr auf Gnie, einem Sohn des Imbert Rollaz du Rosey.